# Покхара (аэропорт)
Аэропорт Покхара (англ. Pokhara Airport), (ИАТА: PKR, ИКАО: VNPK) — непальский аэропорт, обслуживающий коммерческие авиаперевозки города Покхара.

## История
Аэропорт был открыт 4 июля 1958 года, с момента открытия и по настоящее время находится в ведении Управления гражданской авиации Непала. Обслуживает регулярные рейсы в Катманду и Джомсом, сезонные маршруты в Мананг. После заключения двухстороннего соглашения об авиаперевозках между Непалом и Индией аэропорт Покхара стал вторым в стране международным аэропортом.
В 2011 году частная непальская авиакомпания Buddha Air открыла первый регулярный международный рейс из Покхары в международный аэропорт имени Чоудхари Чаран Сингха в Лакхнау (Индия) и объявила о планах ввести ещё один маршрут в международный аэропорт имени Индиры Ганди в Нью-Дели.
Небольшая площадь перрона аэропорта позволяет обслуживает одновременно до восьми небольших турбовинтовых самолётов. Аэропорт Покхара является запасным международного аэропорта Трибхуван, сюда перенаправляются самолёты на время дождей и туманов в Катманду.
В 2009 году юго-восточнее Покхары начато строительство нового международного аэропорта, который будет значительно крупнее существующего.

## Авиапроисшествия и инциденты
- 6 ноября 1997 года. Avro 748—100 (регистрационный 9N-ACM) авиакомпании Necon Air, следовавший рейсом Катманду-Покхара, при посадке в аэропорту назначения вследствие отказа гидравлической системы тормозов выкатился за пределы взлётно-посадочной полосы. Пилот направил самолёт обратно к ВПП, однако лайнер врезался в другой Avro 748 (регистрационный 9N-ACW) авиакомпании Nepal Airlines, находившийся на стоянке. На борту первого самолёта находилось 44 пассажира и 4 члена экипажа, никто не пострадал[18].
- 22 августа 2002 года. De Havilland Canada DHC-6 Twin Otter 300 авиакомпании Shangri-La Air, следовавший рейсом Джомсом-Покхара, врезался в гору в сложнейших метеоусловиях (стояла плотная облачность и в течение трёх суток шёл проливной дождь). Погибли все 18 человек, находившиеся на борту самолёта[19].
- 16 февраля 2014 года. De Havilland Canada DHC-6 Twin Otter 300 авиакомпании Nepal Airlines разбился в 74 километрах к югу от от Покхары. Погибло 18 человек, находившихся на борту самолёта[20].